# Karbamoilotransferaza asparaginianowa
Karbamoilotransferaza asparaginianowa, transkarbamoilaza asparaginianowa, ATC-aza – enzym z grupy transferaz biorący udział w syntezie zasad azotowych z grupy pirymidyn. Cząsteczka posiadająca rzeczoną aktywność katalizuje także dwie inne reakcje tego szlaku (syntaza karbamoilofosforanowa II i dihydroorotaza), następujące przed i po opisywanej poniżej.

## Katalizowana reakcja
Enzym katalizuje drugą reakcję wymienionego wyżej szlaku, w której karbamoilofosforan (CAP) reaguje z asparaginianem. Nieorganiczny ortofosforan odłącza się, a grupa karboksylowa karbamoilofosforanu przyłącza się do azotu grupy aminowej asparaginianu. W rezultacie powstaje karbamoiloasparaginian.

## Regulacja
Ponieważ enzym ten katalizuje jedną z początkowych reakcji szlaku syntezy pirymidyn, nie powinno dziwić, że ulega on hamowaniu przez ostateczny produkt szlaku, w tym wypadku cytydynotrójfosforan (CTP). Jednakże duże stężenie adenozynotrifosforanu (ATP) zwiększa aktywność enzymu, niwelując hamowanie przez trójfosforan cytydyny. Dzięki temu ilość puryn i pirymidyn jest zbliżają się do siebie, gdyż nadmiar puryn powoduje większą syntezę pirymidyn. Nadmiar zaś pirymidyn nie dopuszcza do syntezowania kolejnych. Należy mieć na uwadze, że w DNA ich ilość jest taka sama dzięki komplementarności zasad.

## Budowa
U stanowiącej popularny obiekt badań laboratoryjnych bakterii Escherichia coli rzeczony enzym jest białkiem, w którego skład wchodzi aż 12 podjednostek (dodekamer). Połowa z nich odpowiada za przeprowadzanie opisanej wyżej reakcji (pełni więc funkcję katalityczną), posiada ona miejsce aktywne, do którego przyłączają się substraty. Pozostałe natomiast pełnią funkcję regulatorową, oddziałując z kolei z cząsteczkami regulującymi w sposób allosteryczny jego aktywność. Przyłączająca się cząsteczka trójfosforanu odpowiedniego nukleozydu prawdopodobnie zmienia konformację nie tylko podjednostki regulatorowej, ale przenosi się i także na tę osiadającą aktywność katalityczną.